# Metadiaptomus capensis
Metadiaptomus capensis là một loài động vật giáp xác thuộc họ Diaptomidae. Đây là loài đặc hữu của Nam Phi.